# Kurt Möhring
Pour les articles homonymes, voir Möhring.
Le titre de cet article comprend le caractère ö. Quand ce dernier n'est pas disponible ou n'est pas désiré, le nom de l'article peut être représenté comme Kurt Moehring.
Kurt Möhring (3 janvier 1900 à Groß Lipschin - 18 décembre 1944 à Befort) est un Generalleutnant allemand qui a servi au sein de la Heer dans la Wehrmacht pendant la Seconde Guerre mondiale.
Il a été récipiendaire de la Croix de chevalier de la Croix de fer. Cette décoration est attribuée pour récompenser un acte d'une extrême bravoure sur le champ de bataille ou un commandement militaire avec succès.

## Biographie
Kurt Möhring est tué le 18 décembre 1944 à Befort au Luxembourg, durant la Bataille des Ardennes. Il est promu à titre posthume au grade de Generalleutnant.

## Promotions
| Juillet 1916      | Fahnenjunker-Unteroffizier         |
| 7 juin 1917       | Leutnant                           |
| 1er juillet 1924  | Leutnant                           |
| 1er mai 1926      | Oberleutnant                       |
| ?                 | Hauptmann                          |
| ?                 | Major                              |
| 1er février 1941  | Oberstleutnant                     |
| 1er mars 1942     | Oberst                             |
| 1er mars 1944     | Generalmajor                       |
| 1er décembre 1944 | Generalleutnant (à titre posthume) |

## Décorations
- Croix de fer (1914)
  - 2e Classe
  - 1re Classe
- Insigne des blessés (1914)
  - en Noir
  - en Argent
- Croix d'honneur des combattants 1914-1918
- Agrafe de la Croix de fer (1939)
  - 2e Classe
  - 1re Classe
- Médaille du Front de l'Est
- Croix allemande en Or (29 janvier 1942)
- Croix de chevalier de la Croix de fer
  - Croix de chevalier le 18 juillet 1943 en tant que Oberst et commandant du Grenadier-Regiment 82[1]